# Одинаки (фільм, 1992)
«Одинаки» (англ. Singles) — американська романтична комедія 1992 року, знята сценаристом, співпродюсером та режисером Кемероном Кроу. У головних ролях знялися Бріджит Фонда, Кемпбелл Скотт, Кіра Седжвік та Метт Діллон. У фільмі представлені виступи кількох музикантів, які брали участь у гранжовому руху початку 1990-х у Сіетлі.
Фільм був розповсюджений Warner Bros. і вийшов у прокат 18 вересня 1992 року, отримавши в цілому позитивні відгуки критиків і помірний касовий успіх, зібравши понад 18 мільйонів доларів.

## Сюжет
Фільм розповідає про мінливе романтичне життя групи молодиків в Сіетлі, штат Вашингтон, у розпал гранжового руху 1990-х років. Більшість героїв мешкають у багатоквартирному будинку, вивіска перед яким рекламує оренду «Одинаків» (однокімнатних квартир). Поділений на глави, фільм зосереджується на перебігу любовних романів двох пар, а також на любовному житті їхніх друзів і однодумців.
Сюжет фільму розгортається навколо Джанет Лівермор (Бріджит Фонда), офіціантки кафе-бару, яка прихильна до Кліффа Понсіє (Метт Діллон), амбіційного, але трохи усунутого гранж-рок-музиканта з вигаданої групи Citizen Dick (членів групи зіграли справжні музиканти гурту Pearl Jam). Інша сюжетна лінія — відносини Лінди Пауелл (Кіра Седжвік) і Стіва Данна (Кемпбелл Скотт), які вагаються у прихильності один одному. Ще одним головним героєм є Деббі Хант (Шейла Келлі), яка намагається знайти містера Райта.

## Актори
| Актор           | Роль                    |
| --------------- | ----------------------- |
| Бріджит Фонда   | Джанет Лівермор         |
| Кемпбелл Скотт  | Стів Данн               |
| Кіра Седжвік    | Лінда Пауелл            |
| Шейла Келлі     | Деббі Хант              |
| Джим Тру-Фрост  | Девід Бейлі             |
| Метт Діллон     | Кліфф Понсіє            |
| Білл Пуллман    | Джеффрі Джемісон доктор |
| Джеймс ЛеГрос   | Енді                    |
| Девон Реймонд   | Рут                     |
| Камило Галлардо | Луїс                    |
| Еллі Вокер      | Пем                     |
| Ерік Штольц     | мім                     |
| Джеремі Півен   | Даг Х'юлі               |
| Том Скеррітт    | Вебер мер               |
| Пітер Хортон    | Джеймі                  |

Едді Веддер, Стоун Ґоссард і Джефф Амент грають учасників гурту Citizen Dick. У фільми також показані виступи груп Alice in Chains і Soundgarden. В епізодах можна побачити режисера Тіма Бертона та баскетболіста Ксав'єра МакДеніела в ролі самого себе. У другорядній ролі з'являється Пол Джаматті.
Роль Стіва Данна пропонували Джонні Деппу, але той відмовився.

## Виробництво
Фільмування пройшло з 11 березня по 24 травня 1991 року. Фільм був знятий у кількох місцях навколо Сіетла, таких як Gas Works Park, Капітолійський пагорб, оригінальна могила Джимі Гендрікса в Меморіальному парку Грінвуд у Рентоні та ринок Пайк-Плейс. Центральна кав'ярня, показана у фільмі, — це нині закритий готель OK Hotel. Житловий будинок із фільму розташований на північно-західному розі перехрестя E Thomas St & 19th Ave E. Концертні епізоди були зняті в барі RKCNDY, а виступ Alice in Chains знімали в нічному клубі Desoto.

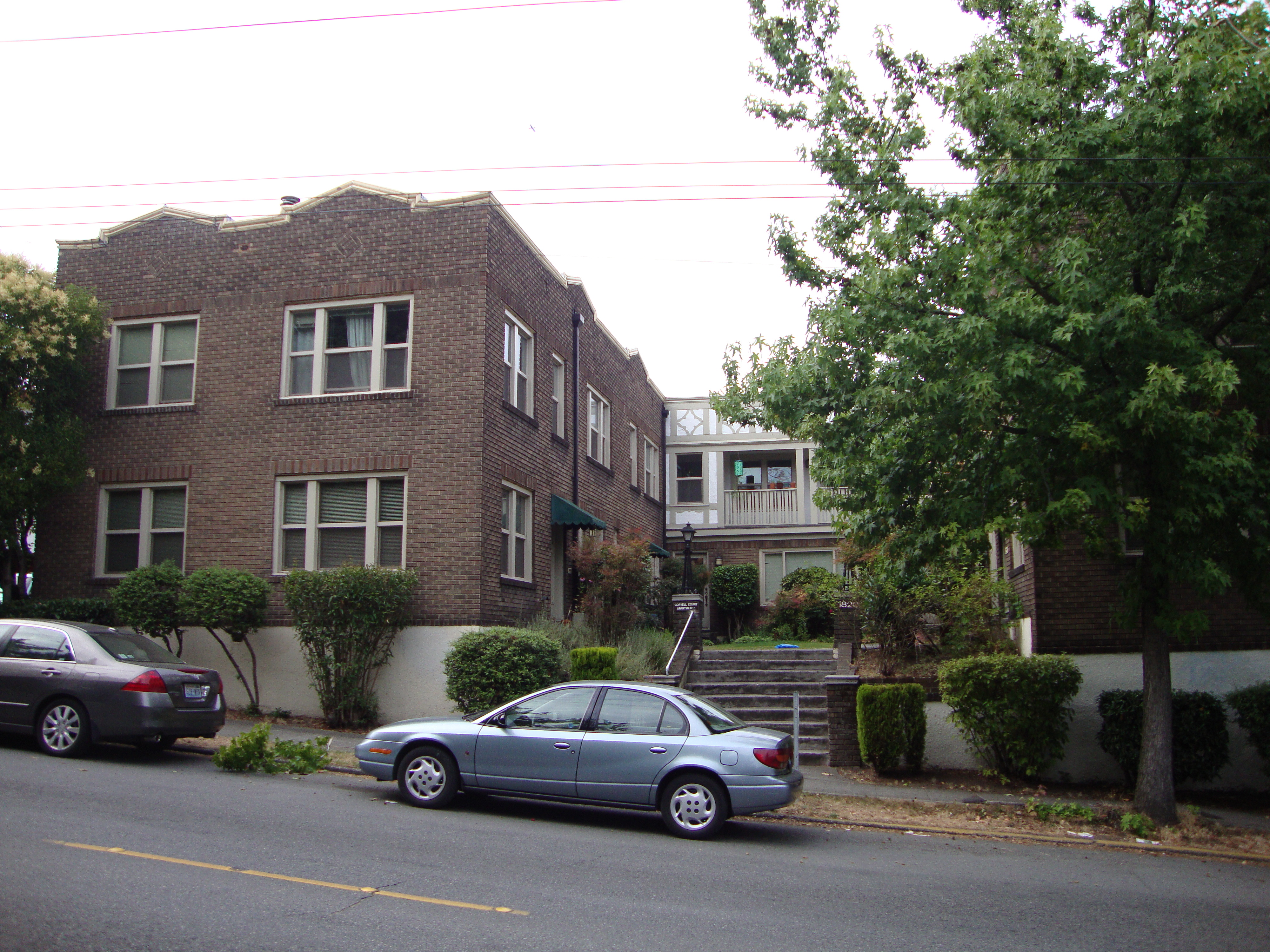
Житловий будинок, який використовувався як основна сцена для «Одинаків».

Більшість гардеробу Метта Діллона у фільмі насправді належали басисту Pearl Jam Джеффу Аментові. Під час створення фільму Амент підготував список назв пісень для вигаданої групи Citizen Dick. Кріс Корнелл погодився написати пісні для фільму, використовуючи ці назви, і «Sponman» стала однією з них. Акустичну версію пісні можна почути на фоні під час однієї зі сцен фільму. Пісня Citizen Dick «Touch Me, I'm Dick» є пародією на пісню «Touch Me, I'm Sick» місцевого гурту Mudhoney. На внутрішній частині обкладинки саундтреку до фільму зображено компакт-диск Citizen Dick зі списком треків на самому компакт-диску. Одна з пісень називається «Louder Than Larry (Steiner)», що є грою слів до назви альбому Soundgarden Louder Than Love.

## Критичні відгуки
«Одинаки» мають 79 % схвальних відгуків в агрегаторі оглядів Rotten Tomatoes на основі 52 оглядів із середнім рейтингом 7/10. Критичний консенсус сайту звучить так: «Розумні, кумедні та привабливо неохайні, „Одинаки“ — це ясний погляд на сучасний роман, який одночасно є надійною капсулою часу епохи гранжу».
Роджер Еберт з The Chicago Sun-Times схвально оцінив фільм, поставивши «Одинакам» три зірки з чотирьох і заявив, що це «не чудовий передовий фільм, і деякі його фрагменти можуть бути занадто метушливими для аудиторії, яка звикла до сюжетів із причинами та наслідками. Але під час фільму я часто посміхався… Легко любити цих персонажів і піклуватися про них». Тім Аппело написав у Entertainment Weekly: «За допомогою… розважливого, натуралістичного стилю Кроу передає ексцентричну привабливість міста, де на кожному розі проростають візки з еспресо, а діти в фланелевих сорочках можуть записувати платівки, які роблять їх мільйонерами». Проте в сіетлській газеті The Stranger були не дуже раді тому, що Кроу використав місцеву історію і «покладався на загальну модність нашого маленького міста та на зіркову силу кількох місцевих музикантів та акторів».
Warner Bros. відразу ж спробували перетворити «Одинаків» в телесеріал. За словами Кроу, «Одинаки» надихнули створити телесеріал «Друзі».

## Саундтрек
Саундтрек Singles вийшов 30 червня 1992 року на лейблі Epic Records і став бестселером за три місяці до виходу фільму. Саундтрек включав музику ключових груп тогочасної музичної сцени Сіетла, таких як Alice in Chains, Pearl Jam і Soundgarden. Pearl Jam виконали дві раніше невидані пісні «Breath» і «State of Love and Trust». Alice in Chains записали для нього хітову пісню «Would?». Пісня Soundgarden «Birth Ritual» і сольна пісня Кріса Корнелла «Seasons» також з'являються в саундтреку. Пол Вестерберг із The Replacements написав дві пісні, а також партитуру до фільму. Нарешті, The Smashing Pumpkins зробили внесок до саундтреку у вигляді пісні «Down».